# ماركو بورسياني
ماركو بورسياني (بالإيطالية: Marco Borciani)‏ مواليد 7 ديسمبر 1975 في ديسينزانو دل غاردا، مقاطعة بريشا، لومبارديا، هو متسابق دراجات نارية إيطالي سابق. نافس في بطولة العالم للسوبربايك وبطولة العالم للسوبرسبورت.

## وصلات خارجية
- ماركو بورسياني على موقع WorldSBK.com (الإنجليزية)

- الموقع الإلكتروني